# Крістіна Кірх
Крісті́на Кірх (нім. Christine Kirch, бл. 1696 — 7 травня 1782) — німецька астрономка, дочка астрономів Марії Кірх і Готфріда Кірха, сестра астрономів Кристфріда Кірха і Маргарети Кірх.

## Життєпис
Крістіна Кірх народилася бл. 1696 року в Губені в сім'ї астрономів, була однією з шести дітей. Вона вчилася астрономії в своїх освічених батьків і вже з дитинства допомагала їм у веденні астрономічних спостережень і розрахунків, зокрема відповідала за визначення часових інтервалів з використанням маятника. Коли вона підросла, її стали залучати до складання календарів, і вона допомагала в цій роботі спочатку матері Марії, потім братові Кристфріду.
Крістіна до 1740 року не отримувала жодної платні, якщо не зважати на невеликі виплати від Прусської академії наук, але після смерті Кристфріда Кірха Академія звернулася до неї по допомогу в складанні календаря. Їй доручили складати календарі для Сілезії, приєднаної до Пруссії Фрідріхом II, і Академія, яка мала монополію на календарі, від нової і густонаселеної провінції мала значний дохід. 1776 року Крістіна Кірх отримувала від Академії гідну платню 400 талерів. Вона продовжувала працювати в Академії до старості і мала велику повагу. У віці 77 років їй присвоїли статус почесної членкині Академії, і вона продовжувала отримувати платню, навіть коли відійшла від справ. Вона навчила складати календарі німецького астронома Йоганна Боде. Їхні стосунки були теплими, оскільки 1774 року Йоганн одружився з племінницею Крістіни, а після смерті першої дружини 1782 року, він 1783 року одружився з іншою племінницею.
Крістіна Кірх пішла з життя 1782 року дуже шанованою людиною.